# Općinski nogometni stadion Gregoris Lambrakis
Općinski nogometni stadion Gregoris Lambrakis (grčki: Στάδιο Καλλιθέας Γρ. Λαμπράκης) je višenamjenski stadion u Kallithei (4. po veličini gradu, dijelom Velike Atene, iza same Atene, Pireja i Peristerija) u Grčkoj.
Najviše ga se rabi za nogometne susrete. 
Domaćim je igralištem nogometnog kluba "Kallithea" iz istoimenog grada.
Stadion ima 6450 mjesta. Sagrađen je 1970.
Nalazi se na 37°57'36,45" sjeverne zemljopisne širine i 23°42'54,48" istočne zemljopisne dužine.